# Oxytrypia
Oxytrypia é um gênero de traça pertencente à família Arctiidae.